# 岩崎務
岩崎 務（いわさき つとむ、1954年7月 - ）は、日本の西洋古典学者。東京外国語大学名誉教授。専門は西洋古典文学、ラテン語学。

## 略歴
- 1978年3月 京都大学文学部卒業
- 1981年3月 京都大学大学院文学研究科修士課程修了
- 1982年4月 京都大学文学部助手
- 1993年4月 東京外国語大学外国語学部講師
- 1996年4月 同助教授
- 2005年4月 同教授
- 2009年4月 東京外国語大学総合国際学研究院 言語文化部門 文化研究系 教授[1]（大学院重点化に伴う配置換え）
- 2020年3月　東京外国語大学を定年退職

## 著書
- 白水社で「ラテン語」教科書、度々改訂刊行
- 『セネカ 悲劇集2』 京都大学学術出版会「西洋古典叢書」、1997年。共訳
- 『キケロ 選集10 哲学III』 岩波書店、2000年。共訳
- 『恋愛詩集』カトゥルス／ティブッルス、京都大学学術出版会「西洋古典叢書」、2025年